# 설국 (1977년 영화)
"설국"은 1977년에 개봉한 대한민국의 영화이다.

## 캐스팅
- 박근형 : 상민 역
- 김영애
- 김민경
- 현혜리